# Saint-Clément (Cantal)
Saint-Clément (okzitanisch Sant Clamenç) ist ein französischer Ort und eine Gemeinde mit 78 Einwohnern (Stand 1. Januar 2022) im Département Cantal in der Region Auvergne-Rhône-Alpes. Saint-Clément gehört zur historischen Region des Carladès.

## Lage
Der Ort Saint-Clément liegt in einer Höhe von ca. 1020 m ü. d. M; im Nordosten des Gemeindegebiets entspringt das Flüsschen Goul. Die Entfernung nach Aurillac beträgt ca. 28 km (Fahrtstrecke) in südwestlicher Richtung.

## Bevölkerungsentwicklung
| Jahr                       | 1800 | 1851 | 1901 | 1954 | 1999 | 2016 |
| Einwohner                  | 445  | 487  | 434  | 232  | 80   | 75   |
| Quellen: Cassini und INSEE |      |      |      |      |      |      |

Der Bevölkerungsrückgang im 20. Jahrhundert resultiert im Wesentlichen aus dem Mangel an Arbeitsplätzen infolge der Mechanisierung der Landwirtschaft.

## Wirtschaft
Der Ort Saint-Clément diente jahrhundertelang den ausschließlich landwirtschaftlich orientierten und sich selbstversorgenden Weilern (hameaux) und Einzelgehöften in der Umgebung als Handwerks-, Handels- und Dienstleistungszentrum. Seit der Mitte des 20. Jahrhunderts spielt der Tourismus in Form der Vermietung von Ferienwohnungen (gîtes) eine nicht unbedeutende Rolle für das Wirtschaftsleben des Ortes.

## Geschichte
Im Mittelalter gehörte Saint-Clément zur Vizegrafschaft Carlat; daneben existierte wahrscheinlich ein Priorat der Abtei Saint-Géraud von Aurillac. Im Jahr 1643 erhob der französische König Ludwig XIII. das Carladès zur Grafschaft und gab es der in Monaco residierenden Familie Grimaldi zum Lehen; diese verwaltete es bis zum Ausbruch der Französischen Revolution.

## Sehenswürdigkeiten
- Die spätromanische Pfarrkirche Saint-Férréol war möglicherweise eine Prioratskirche der Abtei Saint-Géraud von Aurillac. Die flachschließende Apsis, das Langhaus und der Glockengiebel (clocher peigne) sind mit Ausnahme der Ecksteine aus nur grob behauenen Bruchsteinen errichtet. Die breitgelagerte Westwand mit dem aufsitzenden Glockengiebel folgt dem Stil anderer Kirchen des Carladès (vgl. Thérondels u. a.). Das gotische Südportal ist eine spätere Hinzufügung; die Gewölbe stammen aus dem 14. Jahrhundert. Im Jahr 1757 wurden der Dachstuhl und der Glockengiebel erneuert. Die Kirche ist seit dem Jahr 1990 als Monument historique anerkannt.[1]
- Das Château de la Rocque und der dazugehörende Weiler (hameau) sind inzwischen vollständig verschwunden.

## Persönlichkeiten
Der Hauptmann François de La Rocque (1885–1946) und seine drei Söhne sind auf dem Areal des ehemaligen Stammsitzes der Familie begraben.